# Shoaib (profeta)
Profeta Shoaib como veio no Alcorão ou Ra'uel como veio na Torá, e ele é chamado em siríaco Jetro, e ele é um profeta árabe que era conhecido como o pregador dos profetas por sua sabedoria e eloqüência, diz-se que sua avó ou sua mãe é filha de Ló, e sua linhagem é comprovadamente da linhagem de Abraão e eles diferiam. Shoaib foi enviado ao povo de Midiã, ou o que era conhecido pelos comentaristas como os donos da Ayah. As casas do povo midian se estendiam desde as bordas norte do Hijaz até as bordas sul do Levante, e há vestígios de suas habitações que permanecem até hoje no noroeste do Hijaz.Al-Bidaa Governorate  Na região de Tabuk, Reino da Arábia Saudita, acredita-se que o profeta Shuaib viveu aproximadamente 242 anos.